# Gāval
Gāval (persiska: گاول) är en ort i Iran.   Den ligger i provinsen Kermanshah, i den västra delen av landet, 500 km väster om huvudstaden Teheran. Gāval ligger 1 339 meter över havet och antalet invånare är 152.
Terrängen runt Gāval är platt norrut, men söderut är den kuperad.Runt Gāval är det ganska tätbefolkat, med 185 invånare per kvadratkilometer. Närmaste större samhälle är Kūzarān-e Sanjābī, 9,2 km nordväst om Gāval. Trakten runt Gāval består till största delen av jordbruksmark.